# 李大义
李大义（1961年3月—），男，汉族，吉林九台人，中华人民共和国政治人物，中国共产党党员，第十三届全国人民代表大会黑龙江地区代表。

## 生平
2006年12月，任穆棱市政府市长；2011年11月，任穆棱市党委书记；2013年12月，任东宁县党委书记；2015年4月，任绥芬河市党委书记；
2015年6月，被中共中央组织部授予「全国优秀县委书记」称号。
2017年10月，任大兴安岭地区党委副书记、行署专员、林管局局长；
2018年2月24日，当选为第十三届全国人大代表。
2019年10月，任中共大兴安岭地委书记；
2021年2月22日，黑龙江省第十三届人民代表大会第五次会议表决任命李大义为黑龙江省第十三届人民代表大会财政经济委员会主任委员。同年4月，免去中共大兴安岭地委书记职务，由张宝伟接任。